# Santa María Coyotepec
Santa María Coyotepec är en kommun i Mexiko.   Den ligger i delstaten Oaxaca, i den sydöstra delen av landet, 400 km sydost om huvudstaden Mexico City.
Följande samhällen finns i Santa María Coyotepec:
- Santa María Coyotepec